# Duvesjön, Bohuslän
Duvesjön är en sjö i Kungälvs kommun i Bohuslän och ingår i Göta älvs huvudavrinningsområde. Sjön är 2,7 meter djup, har en yta på 0,01 kvadratkilometer och är belägen 82,6 meter över havet.
Duvesjön ingår i Lysegården vattenskyddsområde och har en 1 000 kvadratemeter stor infiltrationsbädd och 2 uttagsbrunnar byggda 1974 omkring en kilometer söder ut vid Kvarndammen. Uttagsbrunnarna förser Diseröds vattentorn med råvatten. Duvesjön är uppdämd med en damm i öster hette tidigare Duvedammen. Den och Kvarndammen reglerade flödet till Lysegårdens vattenkraft/kvarn vid Lysegårdens naturreservat. I mitten på 1950-talet bebyggdes området runt Duvedammen och bildade tätorten Duvesjön som mestadels består av villor och sommarhus.

## Bilder

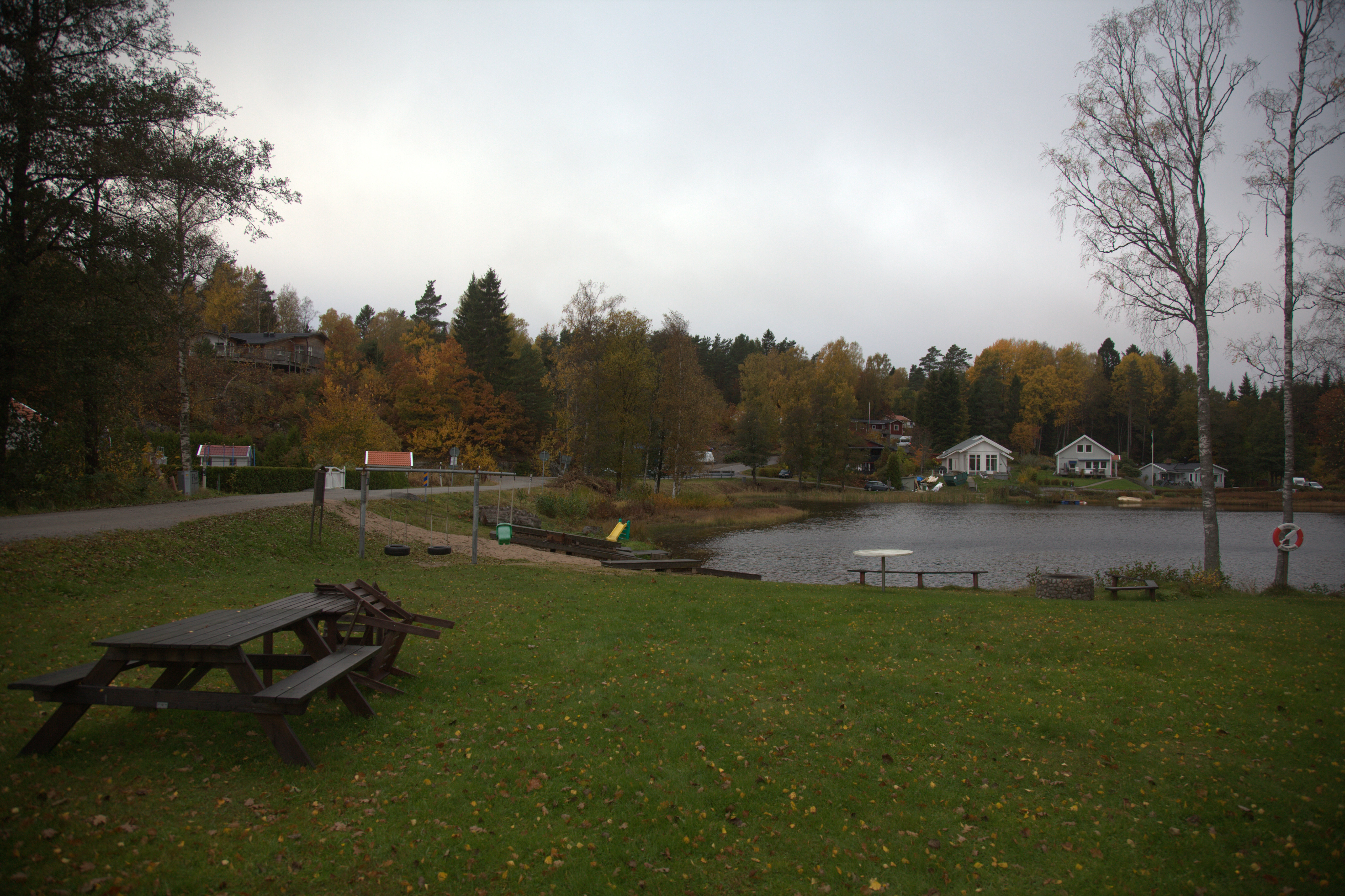
Rast och badplats vid sjöns södra strand.
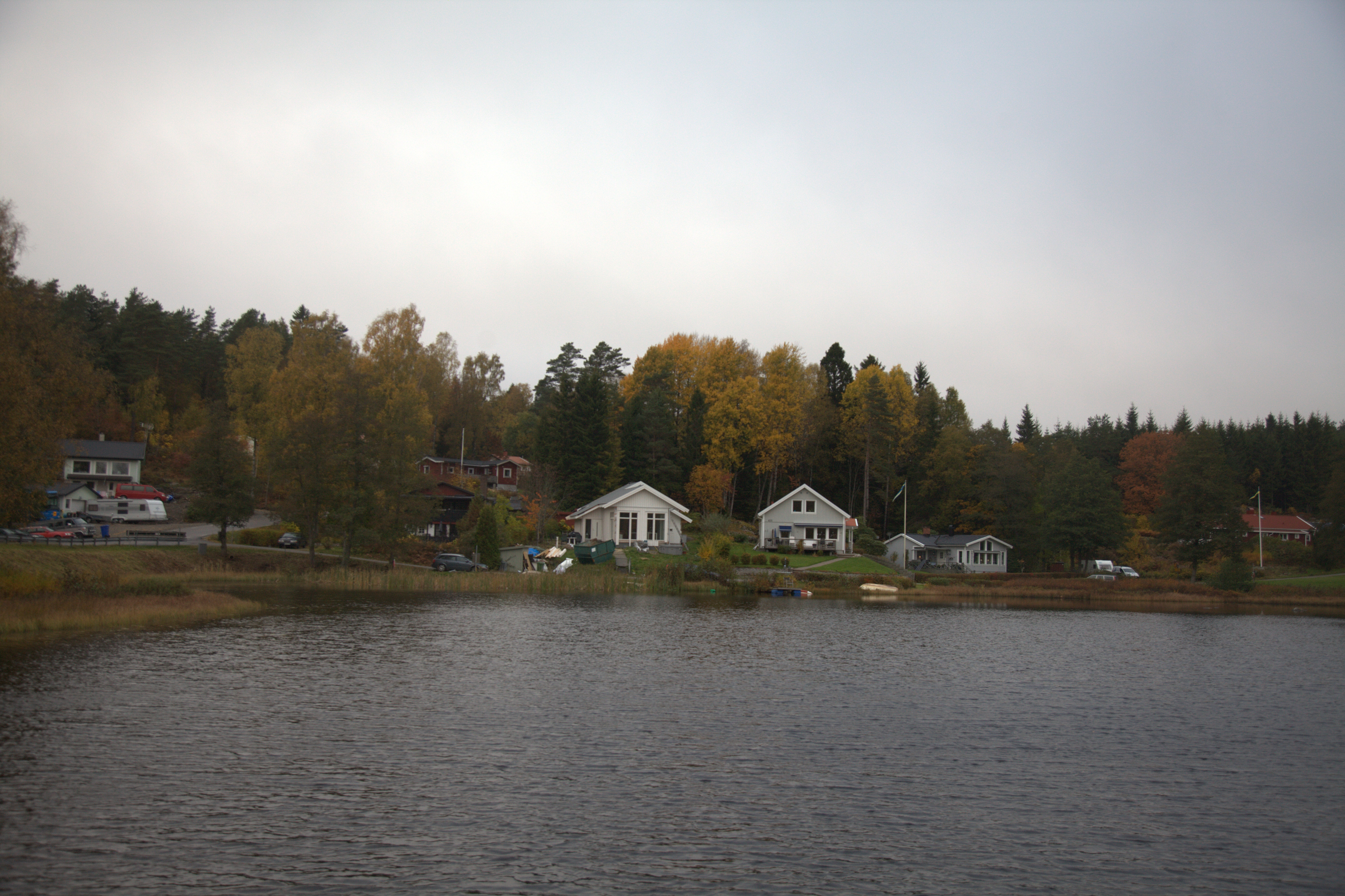
Villor invid Duvesjön.